# La Neuville-aux-Larris
Pour les articles homonymes, voir Neuville.
La Neuville-aux-Larris est une commune française, située dans le département de la Marne en région Grand Est. Elle fait partie du parc naturel régional de la Montagne de Reims. En haut d'un coteau, elle surplombe la vallée du ruisseau de Belval.
Commune rurale de l'aire d'attraction de Reims, La Neuville-aux-Larris est membre de la communauté de communes des Paysages de la Champagne, à qui elle a transféré un certain nombre de compétences (notamment en matière d'eau et de déchets).
Fondée en 1207, la commune comptait au dernier recensement (2022) 192 habitants appelés Neuvillats et Neuvillates. Son économie est particulièrement tournée vers la viticulture.
Son patrimoine architectural comprend notamment son église, dédiée à Notre-Dame, son cimetière militaire britannique et son monument aux morts.

## Géographie

### Localisation
La Neuville-aux-Larris se trouve à l'ouest du département de la Marne, en région Grand Est. Elle appartient à la région agricole du Tardenois.
La commune de La Neuville-aux-Larris s'étend sur une superficie de 164 hectares, au sein du parc naturel régional de la Montagne de Reims. La commune s'étire sur environ 4,2 kilomètres de longueur, pour une largeur de 150 à 750 mètres. Sa partie ouest est boisée (bois de la Cohette) tandis que l'est du territoire est occupé par le village de La Neuville-aux-Larris, à l'exception de l'extrémité orientale couverte par le bois de Courton,.
Par la route, La Neuville-aux-Larris se situe à 64 km de Châlons-en-Champagne, préfecture du département, à 24 km d'Épernay, sous-préfecture, et à 20 km de Dormans, bureau centralisateur du canton de Dormans-Paysages de Champagne dont dépend La Neuville-aux-Larris depuis 2015. La commune fait en outre partie du bassin de vie de Reims, commune distante de 23 km par la route.
La Neuville-aux-Larris est limitrophe de 6 communes :
|                         | Champlat-et-Boujacourt | Chaumuzy              |
| Jonquery                | La Neuville-aux-Larris |                       |
| Baslieux-sous-Châtillon | Cuchery                | Belval-sous-Châtillon |

### Géologie et relief
Sur son territoire, l'altitude varie de 200 à 246 mètres. 
La Neuville-aux-Larris se trouve en haut d'un coteau surplombant la vallée du ru (ou ruisseau) de Belval, à l'ouest de la Montagne de Reims. Le village se trouve sur la partie la plus élevée, à environ 240 mètres d'altitude. Le dénivelé entre le village et la vallée en contrebas, à Cuchery, est supérieur à 100 mètres.
La commune repose sur une fine couche de sol argilo-sableux, recouvrant un sous-sol crayeux.

### Hydrographie
La commune est traversée par la ligne de partage des eaux entre les régions hydrographiques « la Seine de sa source au confluent de l'Oise (exclu) » et « la Seine du confluent de l'Oise (inclus) à l'embouchure » au sein du bassin Seine-Normandie. Elle n'est drainée par aucun cours d'eau,.
À l'est du village, on trouve toutefois un plan d'eau — la Fontaine de la Grande Mare — d'où s'écoule le ru de la Mignonnerie, affluent du ruisseau du Marais et sous-affluent du ruisseau de Belval.

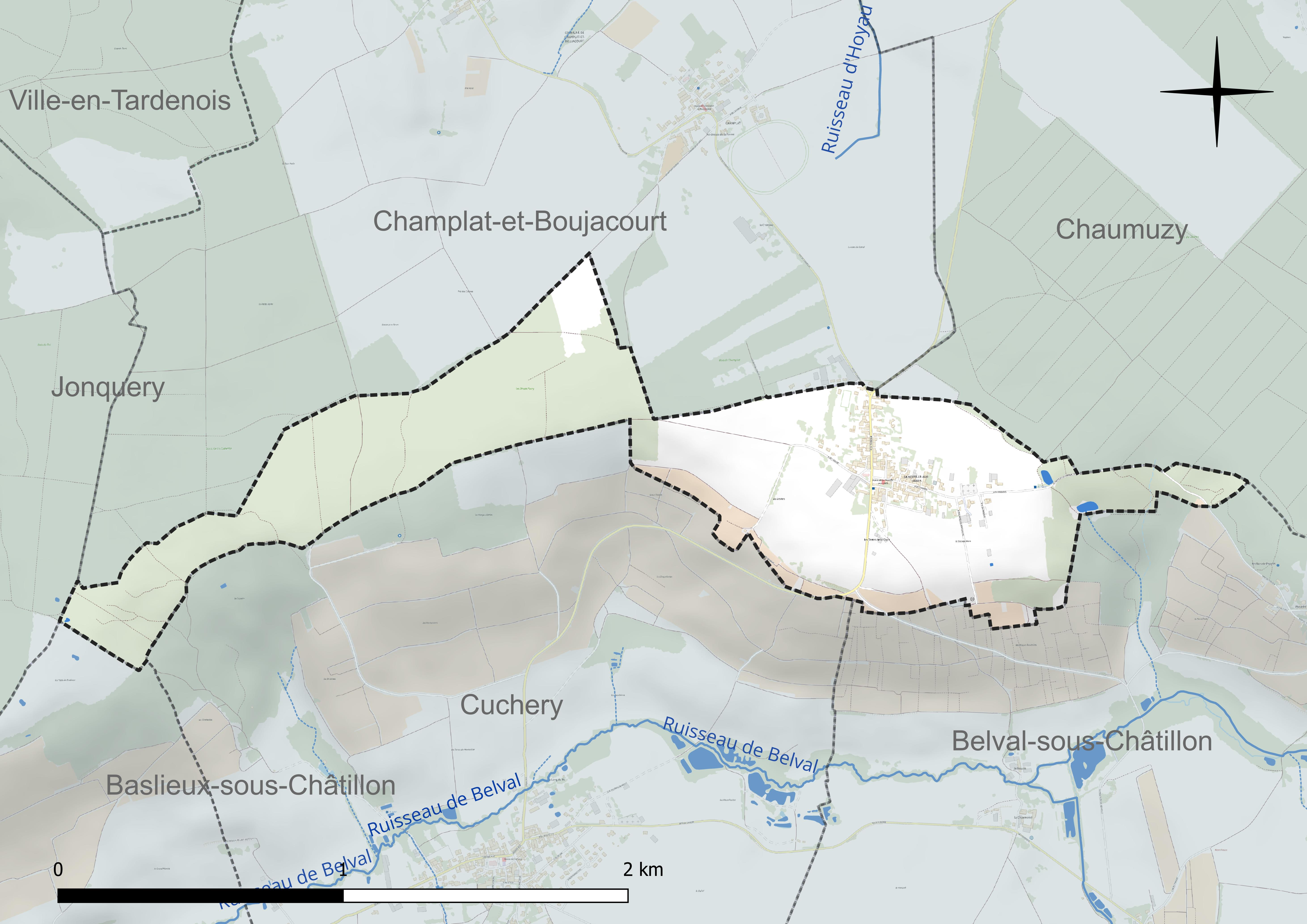
Réseau hydrographique de la Neuville-aux-Larris.

### Climat
Pour des articles plus généraux, voir Climat du Grand Est et Climat de la Marne.
En 2010, le climat de la commune est de type climat océanique dégradé des plaines du Centre et du Nord, selon une étude du Centre national de la recherche scientifique s'appuyant sur une série de données couvrant la période 1971-2000. En 2020, Météo-France publie une typologie des climats de la France métropolitaine dans laquelle la commune est exposée à un climat océanique altéré et est dans la région climatique  Nord-est du bassin Parisien, caractérisée par un ensoleillement médiocre, une pluviométrie moyenne régulièrement répartie au cours de l’année et un hiver froid (3 °C). 
Pour la période 1971-2000, la température annuelle moyenne est de 10,4 °C, avec une amplitude thermique annuelle de 15,9 °C. Le cumul annuel moyen de précipitations est de 775 mm, avec 12,3 jours de précipitations en janvier et 8,1 jours en juillet. Pour la période 1991-2020, la température moyenne annuelle observée sur la station météorologique de Météo-France la plus proche, « Chambrecy-Civc », sur la commune de Chambrecy à 5 km à vol d'oiseau, est de 10,7 °C et le cumul annuel moyen de précipitations est de 734,0 mm. 
La température maximale relevée sur cette station est de 40,3 °C, atteinte le 25 juillet 2019 ; la température minimale est de −22,1 °C, atteinte le 17 janvier 1985,,. 
Les paramètres climatiques de la commune ont été estimés pour le milieu du siècle (2041-2070) selon différents scénarios d'émission de gaz à effet de serre à partir des nouvelles projections climatiques de référence DRIAS-2020. Ils sont consultables sur un site dédié publié par Météo-France en novembre 2022.

### Milieux naturels et biodiversité
L'Inventaire national du patrimoine naturel (INPN) recense 241 espèces sur le territoire de la commune, dont 14 espèces protégées et 4 espèces menacées.
La Neuville-aux-Larris fait partie du parc naturel régional de la Montagne de Reims. La commune ne compte aucune zone naturelle d'intérêt écologique, faunistique et floristique (ZNIEFF) ou autre espace naturel protégé sur son territoire.

## Urbanisme

### Typologie
Au 1er janvier 2024, La Neuville-aux-Larris est catégorisée commune rurale à habitat dispersé, selon la nouvelle grille communale de densité à sept niveaux définie par l'Insee en 2022.
Elle est située hors unité urbaine. Par ailleurs la commune fait partie de l'aire d'attraction de Reims, dont elle est une commune de la couronne,. Cette aire, qui regroupe 294 communes, est catégorisée dans les aires de 200 000 à moins de 700 000 habitants,.

### Occupation des sols
L'occupation des sols de la commune, telle qu'elle ressort de la base de données européenne d’occupation biophysique des sols Corine Land Cover (CLC), est marquée par l'importance des forêts et milieux semi-naturels (48,5 % en 2018), une proportion sensiblement équivalente à celle de 1990 (48,6 %). La répartition détaillée en 2018 est la suivante : forêts (48,5 %), terres arables (30,4 %), zones urbanisées (13,4 %), cultures permanentes (7,7 %).
L'évolution de l’occupation des sols de la commune et de ses infrastructures peut être observée sur les différentes représentations cartographiques du territoire : la carte de Cassini (XVIIIe siècle), la carte d'état-major (1820-1866) et les cartes ou photos aériennes de l'IGN pour la période actuelle (1950 à aujourd'hui).

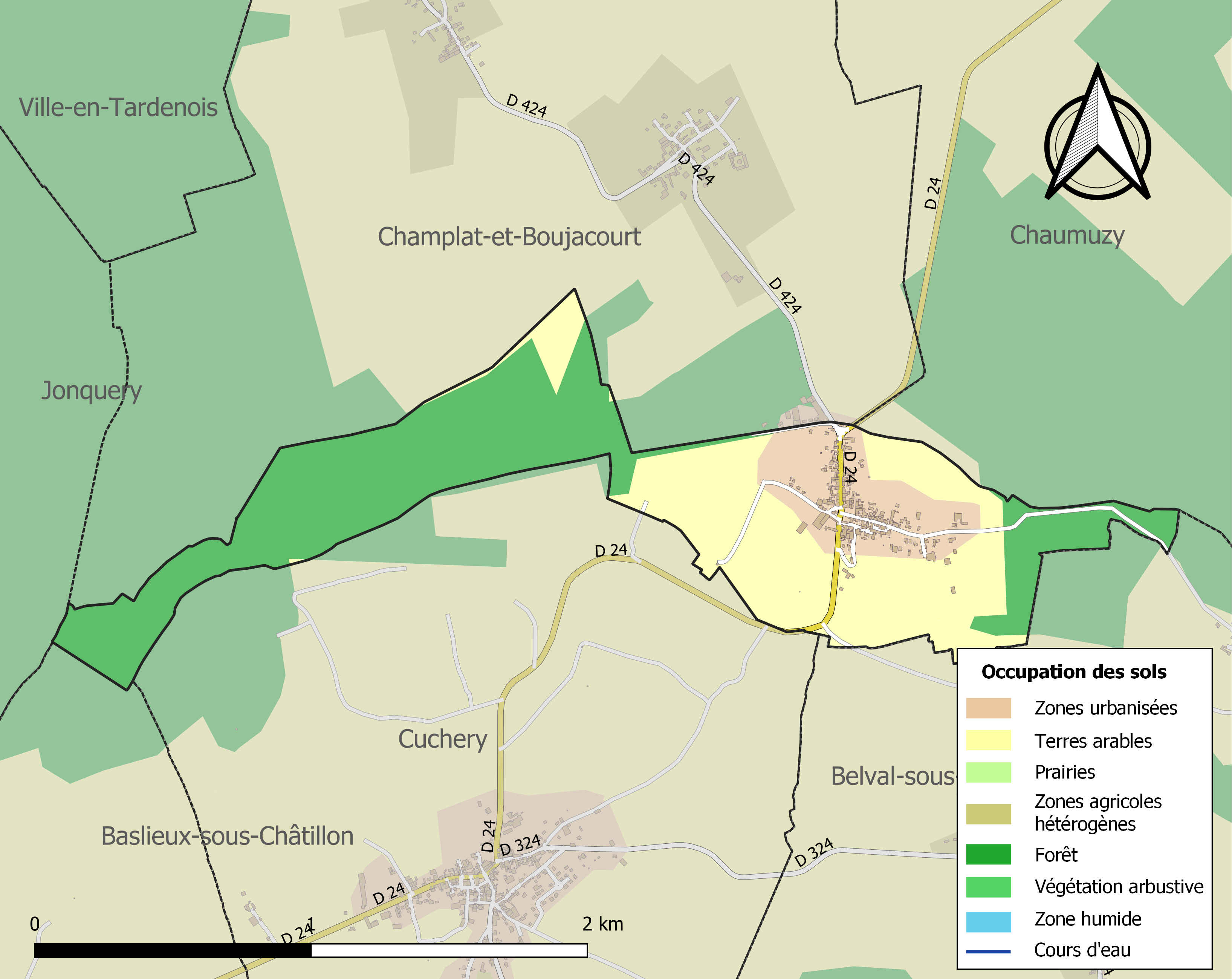
Carte des infrastructures et de l'occupation des sols de la commune en 2018 (CLC).

### Morphologie rurale
La Neuville-aux-Larris n'est composée que d'un village et ne comprend ni hameau, ni écart,.
Le village s'est développé autour de deux axes : un axe nord-sud (rue du Pot d'Étain et rue du Tambour) et un axe est-ouest (Grande rue et rue de Paradis). À leur intersection, la place du Général de Gaulle accueille l'église et la mairie. Dans le centre, le bâti ancien est dense, aligné sur rue et généralement sur deux niveaux. Les jardins et vergers se trouvent de l'autre côté du bâti. Les constructions anciennes sont souvent en craie recouverte de crépi, avec des encadrements en brique. Lorsque les activités agricoles ou viticoles sont adossées à l'habitat, les bâtiments s'organisent autour d'une cour.
Le bâti s'est par la suite étendu de manière plus espacée en périphérie, le long des deux axes historiques, avec des bâtiments agricoles ou des pavillons de plain-pied.

### Planification
Les règles d'urbanisme sur le territoire de La Neuville-aux-Larris sont déterminées par le schéma de cohérence territoriale d'Épernay et sa Région (SCoTER) approuvé le 5 décembre 2018 et par le plan local d'urbanisme (PLU) de la commune adopté le 18 septembre 2007.

### Habitat et logement
En 2021, La Neuville-aux-Larris compte 91 logements. Ces logements sont à 99 % des maisons ; la commune ne comptant qu'un seul appartement. En raison de la prévalence des maisons, les résidences principales de La Neuville-aux-Larris disposent en moyenne de 5,3 pièces.
Le tableau ci-dessous présente une comparaison de quelques indicateurs chiffrés du logement pour La Neuville-aux-Larris, la communauté de communes des Paysages de la Champagne (CCPC), le département de la Marne et la France entière :
|                                                            | La Neuville-aux-Larris | CCPC   | Marne   | France     |
| ---------------------------------------------------------- | ---------------------- | ------ | ------- | ---------- |
| Ensemble des logements                                     | 91                     | 11 470 | 300 919 | 37 155 918 |
| Part des résidences principales (en %)                     | 90,1                   | 80,9   | 87,5    | 82,2       |
| Part des résidences secondaires (en %)                     | 1,1                    | 5,8    | 3,4     | 9,7        |
| Part des logements vacants (en %)                          | 8,8                    | 13,4   | 9,1     | 8,1        |
| Part des propriétaires de leur résidence principale (en %) | 70,0                   | 76,4   | 52,2    | 57,5       |

À La Neuville-aux-Larris, en 2021, 90,1 % des logements sont des résidences principales, 1,1 % des résidences secondaires et 8,8 % des logements vacants. Par ailleurs, 70 % des ménages sont propriétaires de leur résidence principale. La Neuville-aux-Larris se démarque alors par une faible proportion de résidences secondaires et un nombre supérieur à la moyenne (sauf intercommunale) de ménages propriétaires de leur résidence principale.
Parmi les 82 résidences principales construites avant 2019, 8,7 % avaient été construites avant 1919, 33,8 % entre 1919 et 1945, 13,8 % entre 1946 et 1970, 18,7 % entre 1971 et 1990, 17,5 % entre 1991 et 2005 et 7,5 % entre 2006 et 2018.
Le tableau ci-dessous présente l'évolution du nombre de logements sur le territoire de la commune, par catégorie, depuis 1968 :
|                        | 1968 | 1975 | 1982 | 1990 | 1999 | 2010 | 2015 | 2021 |
| ---------------------- | ---- | ---- | ---- | ---- | ---- | ---- | ---- | ---- |
| Résidences principales | 59   | 56   | 59   | 70   | 66   | 73   | 72   | 82   |
| Résidences secondaires | 0    | 2    | 0    | 0    | 1    | 0    | 1    | 1    |
| Logements vacants      | 0    | 10   | 10   | 6    | 2    | 10   | 17   | 8    |
| Total                  | 59   | 68   | 69   | 76   | 69   | 83   | 90   | 91   |

### Voies de communication et transports
La Neuville-aux-Larris est traversée par la route départementale 24. Cette route la relie au sud à Cuchery puis Châtillon-sur-Marne et Mareuil-le-Port et les routes départementales 1 et 3 (ex-RN3) entre Dormans et Châlons-en-Champagne. Au nord, la route part en direction de Chaumuzy, où elle rencontre la route départementale 386 entre Fismes et Épernay,.
La commune n'est pas desservice par les transports en commun.

### Risques naturels et technologiques
Le territoire de La Neuville-aux-Larris est vulnérable à différents risques naturels. La commune n'est toutefois pas dans l'obligation d'élaborer et publier un document d'information communal sur les risques majeurs, ni un plan communal de sauvegarde.
La commune est concernée par les risques de mouvements de terrain, des glissements de terrain étant possibles sur les coteaux au sud de son territoire. La commune a fait l'objet d'un arrêté reconnaissant l'état de catastrophe naturelle pour des inondations et/ou coulées de boue en 1999.
La Neuville-aux-Larris est affectée par le phénomène de retrait-gonflement des argiles (risque moyen). Le risque sismique est très faible sur son territoire. De même, le potentiel radon de la commune est faible.
Aucun risque technologique n'est identifié sur son territoire.

## Toponymie
Le nom de la localité est attesté sous les formes Nove-Vile (vers 1220) ; Chievres, Nue-Ville à Chievres, La Villenueve aus Chievres (vers 1300) ; La Neufville (1522) ; La Neufville aux Chièvres (1529) ; La Neuville au Larry (1618) ; La Neufville-lez-Champlat (1627) ; La Neufville-aux-Laris (1640) ; La Næuville (1646) ; La Neufville-aux-Chèvres, autrement les Laris (1674).
Le nom Neuville dérive du latin novavilla, ou « nouveau domaine ». C'est un toponyme très répandu désignant une ville nouvelle (« neuve ville »), formé de l'adjectif de la langue d'oïl neuve et ville (« village »).
En Picardie, en ancien français un larris est un coteau sec dont l’assise calcaire supporte une pelouse d’herbe rase, terrain adapté, jadis, à l'élevage de chèvres, aujourd'hui à la vigne.[réf. nécessaire]

## Histoire
La Neuville-aux-Larris est fondée en 1207 par Amauvin, abbé de la Sauve-Majeure, et Blanche, comtesse de Champagne,.
Au XVIIe siècle, le village est rattaché à la paroisse de Belval, puis à celle de Cuchery. La Neuville-aux-Larris devient une commune indépendante à la Révolution française (La Neuville-au-Laris),.
En 1914, au début de la Première Guerre mondiale, le village est en grande partie détruit.

## Politique et administration

### Rattachements administratifs et électoraux

#### Rattachements administratifs
La commune se trouve dans l'arrondissement d'Épernay au sein du département de la Marne et de la région Grand Est. Avant le 31 mars 2017, La Neuville-aux-Larris était rattachée à l'arrondissement de Reims.
Elle faisait partie depuis 1793 du canton de Châtillon-sur-Marne. Dans le cadre du redécoupage cantonal de 2014 en France, cette circonscription administrative territoriale a disparu, et le canton n'est plus qu'une circonscription électorale.

#### Rattachements électoraux
Pour les élections départementales, la commune fait partie depuis 2014 du canton de Dormans-Paysages de Champagne.
Pour l'élection des députés, elle fait partie de la deuxième circonscription de la Marne.

### Intercommunalité
La Neuville-aux-Larris était membre de la communauté de communes du Châtillonnais, un établissement public de coopération intercommunale (EPCI) à fiscalité propre créé en 1995 et auquel la commune avait transféré un certain nombre de ses compétences, dans les conditions déterminées par le Code général des collectivités territoriales. Conformément aux prévisions du schéma départemental de coopération intercommunale (SDCI) de la Marne de 2011, la communauté de communes fusionne le 1er janvier 2014 avec la communauté de communes Ardre et Tardenois.
Dans le cadre des dispositions de la loi portant nouvelle organisation territoriale de la République du 7 août 2015, qui prévoit que les établissements publics de coopération intercommunale (EPCI) à fiscalité propre doivent avoir un minimum de 15 000 habitants, 8 communes de la nouvelle communauté de communes Ardre et Châtillonnais — dont La Neuville-aux-Larris — rejoignent la communauté de communes des Paysages de la Champagne au 1er janvier 2017.
La Neuville-aux-Larris est par ailleurs membre de plusieurs EPCI sans fiscalité propre : le SIVU du Châtillonnais, le SIVU scolaire de Mareuil-le-Port, le SM intercommunal d'énergies de la Marne (SIEM) et le SM de réalisation et de gestion du parc naturel régional de la Montagne de Reims.

### Liste des maires

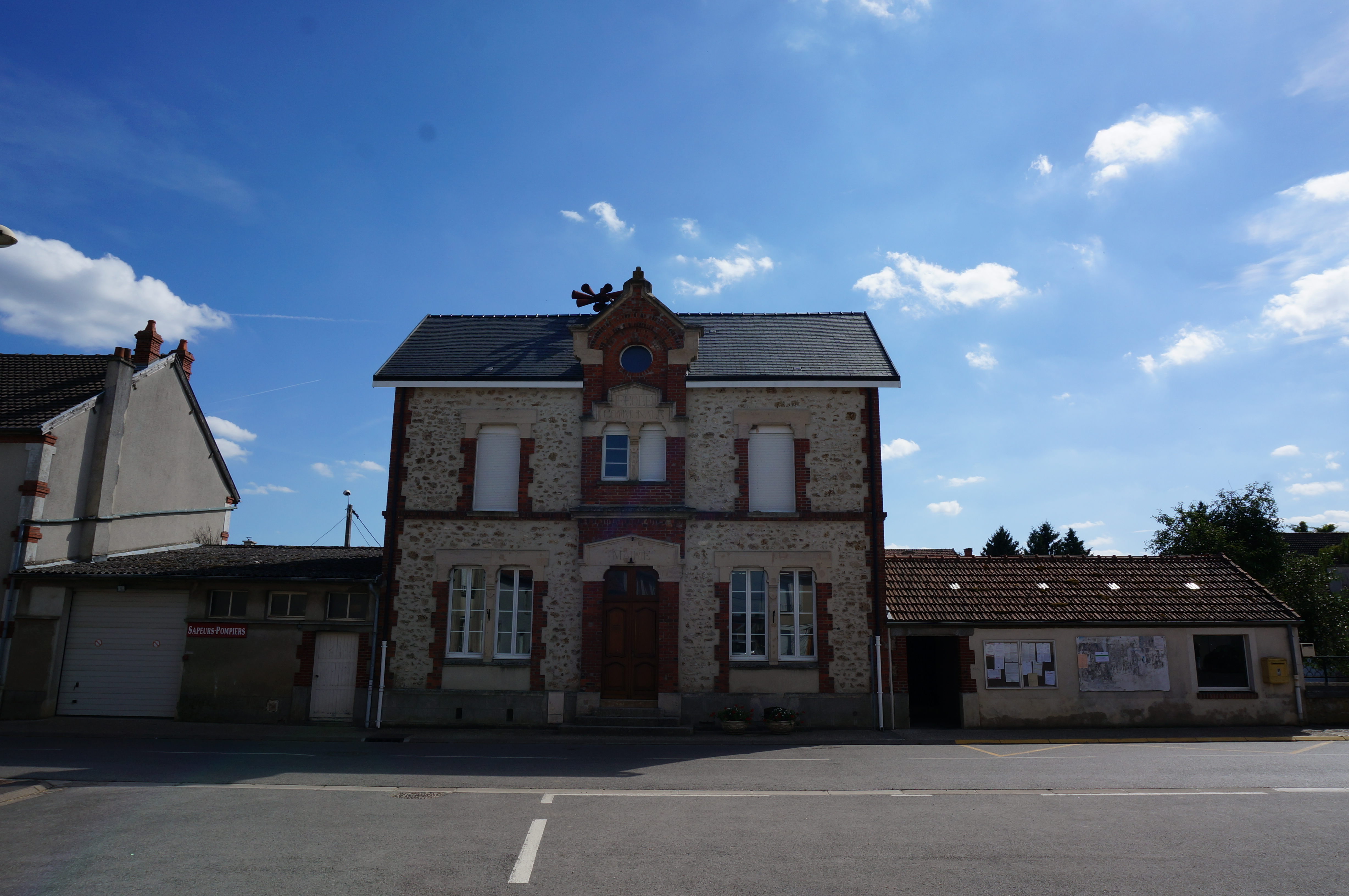
La mairie.

| Période                                  | Période                      | Identité          | Étiquette | Qualité |
| ---------------------------------------- | ---------------------------- | ----------------- | --------- | ------- |
| avant 1874                               | après 1876                   | Pousant           |           |         |
| Les données manquantes sont à compléter. |                              |                   |           |         |
| avant 1988                               | ?                            | Jacques Crépin    |           |         |
| ?                                        | 2001                         | Dominique Boulard |           | Maire   |
| 2001                                     | 2014                         | Daniel Guy        |           | Maire   |
| 2014                                     | En cours (au 4 juillet 2014) | Olivier Meunier   |           |         |

### Jumelages
Au 1er janvier 2023, La Neuville-aux-Larris n'est jumelée avec aucune ville.

## Équipements et services publics

### Eau et déchets

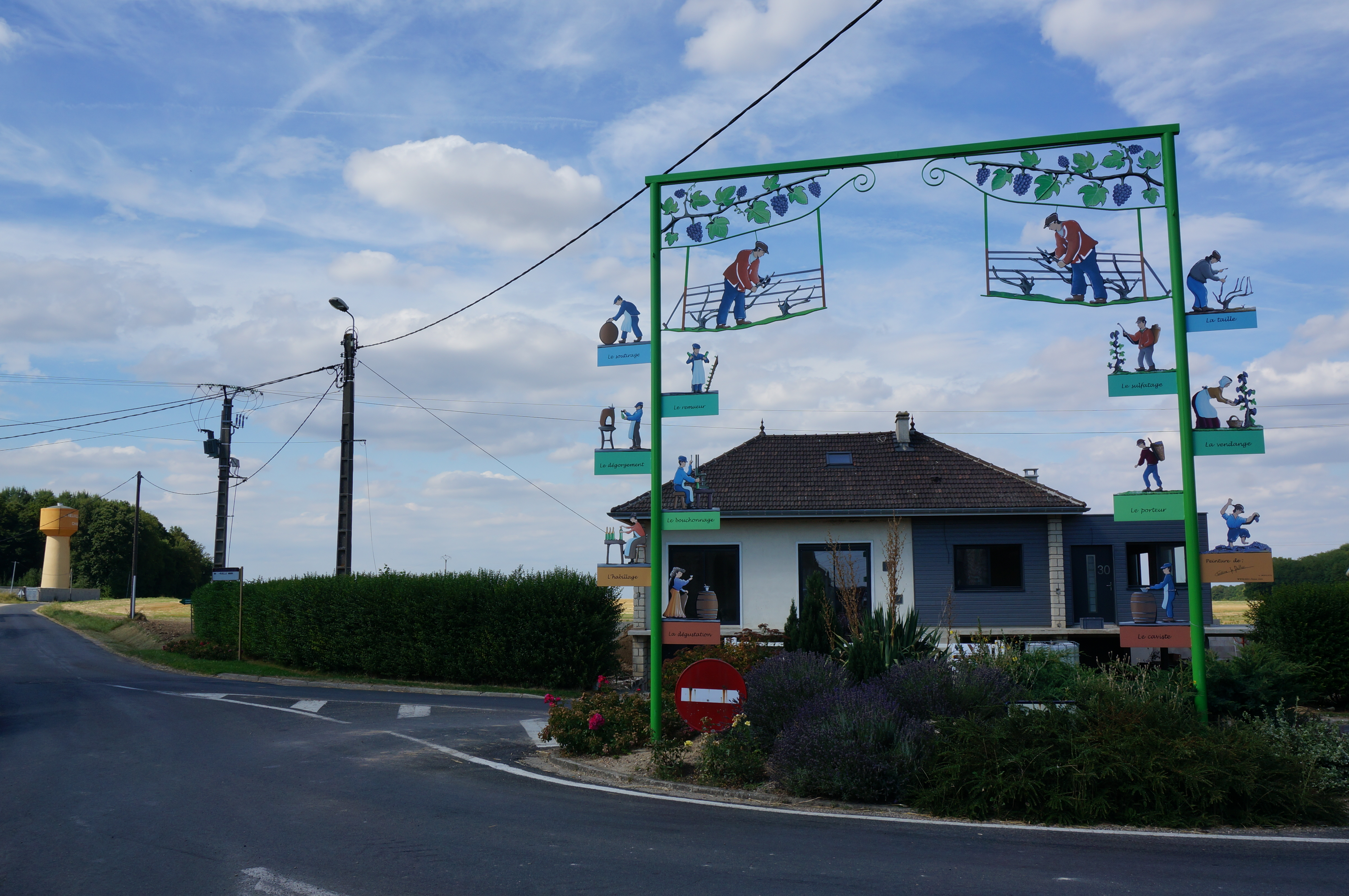
L'entrée nord du village, avec son château d'eau à gauche.

L'approvisionnement en eau potable et l'assainissement des eaux usées sont des compétences de la communauté de communes des Paysages de la Champagne. La commune de La Neuville-aux-Larris est alimentée en eau potable par les captages de Champlat. La production et la distribution d'eau potable font l'objet d'une délégation de service public confiée à Suez jusqu'en 2029. La Neuville-aux-Larris accueille une station d'épuration à boues activées d'une capacité de 250 équivalent-habitants sur son territoire. L'assainissement collectif y est assuré par Veolia dans le cadre d'une délégation de service public confiée par la communauté de communes et courant jusqu'en 2029.
La communauté de communes est également compétente en matière de déchets. La collecte des ordures ménagères résiduelles et des déchets recyclables est réalisée en porte à porte. La communauté de commune adhérant au syndicat de valorisation des ordures ménagères de la Marne (SYVALOM), ces déchets sont amenés au centre de transfert départemental de Pierry puis valorisés sur le site de La Veuve. La collecte du verre et des textiles se fait en apport volontaire. La communauté de communes met par ailleurs six déchèteries à disposition de ses habitants, accessibles après création d'une carte d'accès : à Châtillon-sur-Marne, Damery-Venteuil, Fèrebrianges, Mareuil-le-Port, Montmort-Lucy et Trélou-sur-Marne.

### Enseignement
La Neuville-aux-Larris fait partie de l'académie de Reims.
Les enfants de La Neuville-aux-Larris sont accueillis au sein de l'école primaire (maternelle et élémentaire) de Cuchery, installée place de la Mairie et fréquentée par 88 élèves (chiffres 2024-2025).
Les jeunes de La Neuville-aux-Larris sont ensuite rattachés au collège Professeur Nicaise de Mareuil-le-Port et au lycée Stéphane-Hessel d'Épernay.

### Postes et télécommunications
Une boîte aux lettres de La Poste se trouve sur le territoire de la commune, place du Général de Gaulle. Le bureau de poste le plus proche est situé à Ville-en-Tardenois, à environ 5 km de La Neuville-aux-Larris. La commune partage toutefois son code postal (51480) avec le bureau de poste de Damery, à 8 km.

### Justice, sécurité et secours
Du point de vue judiciaire, La Neuville-aux-Larris relève du conseil de prud'hommes, du tribunal de commerce, du tribunal judiciaire, du tribunal paritaire des baux ruraux et du tribunal pour enfants de Reims, dans le ressort de la cour d'appel de Reims. Pour le contentieux administratif, la commune dépend du tribunal administratif de Châlons-en-Champagne et de la cour administrative d'appel de Nancy.
La Neuville-aux-Larris est située en secteur Gendarmerie nationale et dépend de la brigade de Châtillon-sur-Marne.
En matière d'incendie et de secours, les centres d'incendie et de secours les plus proches sont ceux de Dormans et Romigny, dépendant du Service départemental d'incendie et de secours (SDIS) de la Marne. La commune accueille un centre de première intervention qui compte 13 sapeurs-pompiers volontaires intercommunaux suppléant les pompiers professionnels du SDIS.

## Population et société

### Démographie
L'évolution du nombre d'habitants est connue à travers les recensements de la population effectués dans la commune depuis 1793. Pour les communes de moins de 10 000 habitants, une enquête de recensement portant sur toute la population est réalisée tous les cinq ans, les populations de référence des années intermédiaires étant quant à elles estimées par interpolation ou extrapolation. Pour la commune, le premier recensement exhaustif entrant dans le cadre du nouveau dispositif a été réalisé en 2004.

En 2022, la commune comptait 192 habitants, en évolution de +18,52 % par rapport à 2016 (Marne : −1,19 %, France hors Mayotte : +2,11 %).
| 1793 | 1800 | 1806 | 1821 | 1831 | 1836 | 1841 | 1846 | 1851 |
| ---- | ---- | ---- | ---- | ---- | ---- | ---- | ---- | ---- |
| 269  | 273  | 275  | 285  | 303  | 321  | 304  | 316  | 318  |

| 1856 | 1861 | 1866 | 1872 | 1876 | 1881 | 1886 | 1891 | 1896 |
| ---- | ---- | ---- | ---- | ---- | ---- | ---- | ---- | ---- |
| 275  | 290  | 265  | 240  | 223  | 232  | 223  | 220  | 203  |

| 1901 | 1906 | 1911 | 1921 | 1926 | 1931 | 1936 | 1946 | 1954 |
| ---- | ---- | ---- | ---- | ---- | ---- | ---- | ---- | ---- |
| 219  | 220  | 187  | 213  | 226  | 212  | 192  | 166  | 173  |

| 1962 | 1968 | 1975 | 1982 | 1990 | 1999 | 2004 | 2006 | 2009 |
| ---- | ---- | ---- | ---- | ---- | ---- | ---- | ---- | ---- |
| 200  | 180  | 174  | 159  | 181  | 162  | 167  | 171  | 163  |

| 2014 | 2019 | 2022 | - | - | - | - | - | - |
| ---- | ---- | ---- | - | - | - | - | - | - |
| 160  | 185  | 192  | - | - | - | - | - | - |

### Sports et loisirs
La commune ne compte pas d'équipements de sports et de loisirs à l'exception d'un un terrain de jeu pour enfants.

### Cultes
Pour le culte catholique, l'église Notre-Dame de La Neuville-aux-Larris dépend de la paroisse Urbain II, au sein du diocèse de Reims.

### Médias
La presse écrite régionale comprend le quotidien L'Union et l'hebdomadaire L'Hebdo du vendredi.
Parmi les stations de radio locales, il est possible de citer Ici Champagne-Ardenne et Champagne FM.

## Économie

### Revenus de la population et fiscalité
En 2021, la commune compte 76 ménages fiscaux, regroupant 170 personnes.
Le revenu disponible par unité de consommation est alors de 25 360 €, supérieur à celui de la communauté de communes des Paysages de la Champagne (24 050 €), du département de la Marne (22 830 €) et de la France métropolitaine (23 080 €).
Pour des raisons de secret statistique, le taux de pauvreté à La Neuville-aux-Larris n'est pas communiqué par l'Insee.

### Emploi
La Neuville-aux-Larris appartient à la zone d'emploi d'Épernay.
En 2021, le taux d'activité des 15-64 ans est de 75 %, inférieur à celui de la communauté de communes (79,7 %) mais équivalent à celui du département (74 %) et de la France métropolitaine (74,9 %). Pour cette même catégorie de population, le taux de chômage est de seulement 2,1 % contre 8 % pour la communauté de communes, 12,1 % pour la Marne et 11,7 % pour la France métropolitaine.
En 2021, La Neuville-aux-Larris compte 60 emplois, dont 42,1 % de salariés et 57,9 % de non-salariés. Avec 96 actifs y résidant, la commune a alors un indicateur de concentration d'emploi de 62,3. Dans les faits, 42,6 % des actifs résidant à La Neuville-aux-Larris y travaillent tandis que 57,4 % travaillent dans une autre commune.

### Entreprises, commerces et agriculture
En 2022, la commune compte 12 établissements économiquement actifs (hors agriculture).
La Neuville-aux-Larris ne compte aucun commerce, malgré la présence de services itinérants.
En 2020, La Neuville-aux-Larris compte 31 exploitations agricoles, pour une surface agricole utilisée de 142 hectares et 37 emplois à temps plein. Selon l'Agreste, la production agricole de la commune est spécialisée dans la viticulture. La Neuville-aux-Larris fait en effet partie de l'appellation d'origine contrôlée « champagne » et compte 6 hectares de vignoble, presque exclusivment plantés de pinot meunier.

## Culture locale et patrimoine

### Lieux et monuments
Les principaux monuments de la commune sont :
- L'église Notre-Dame[62] du XXe siècle[66]. Elle contient des représentations de sainte Catherine (XVe) et de saint Sébastien (XVIIIe).[réf. nécessaire] Elle abritait autrefois un retable du XVIe siècle classé monument historique, disparu lors de la Première Guerre mondiale[67].
- Le cimetière militaire britannique, où reposent 98 soldats britanniques de la Première Guerre mondiale. Initialement conçu pour les troupes africaines françaises, le cimetière a également accueilli brièvement les sépultures de 137 soldats français et 42 soldats allemands[68].
- Le monument aux morts, de 1924, représente sur un socle en granit un poilu (en bronze ou fonte) tenant d'une main un drapeau et de l'autre un fusil à baïonnette[69].

On y trouvait également l'ancien château de Courton, disparu.[réf. nécessaire]

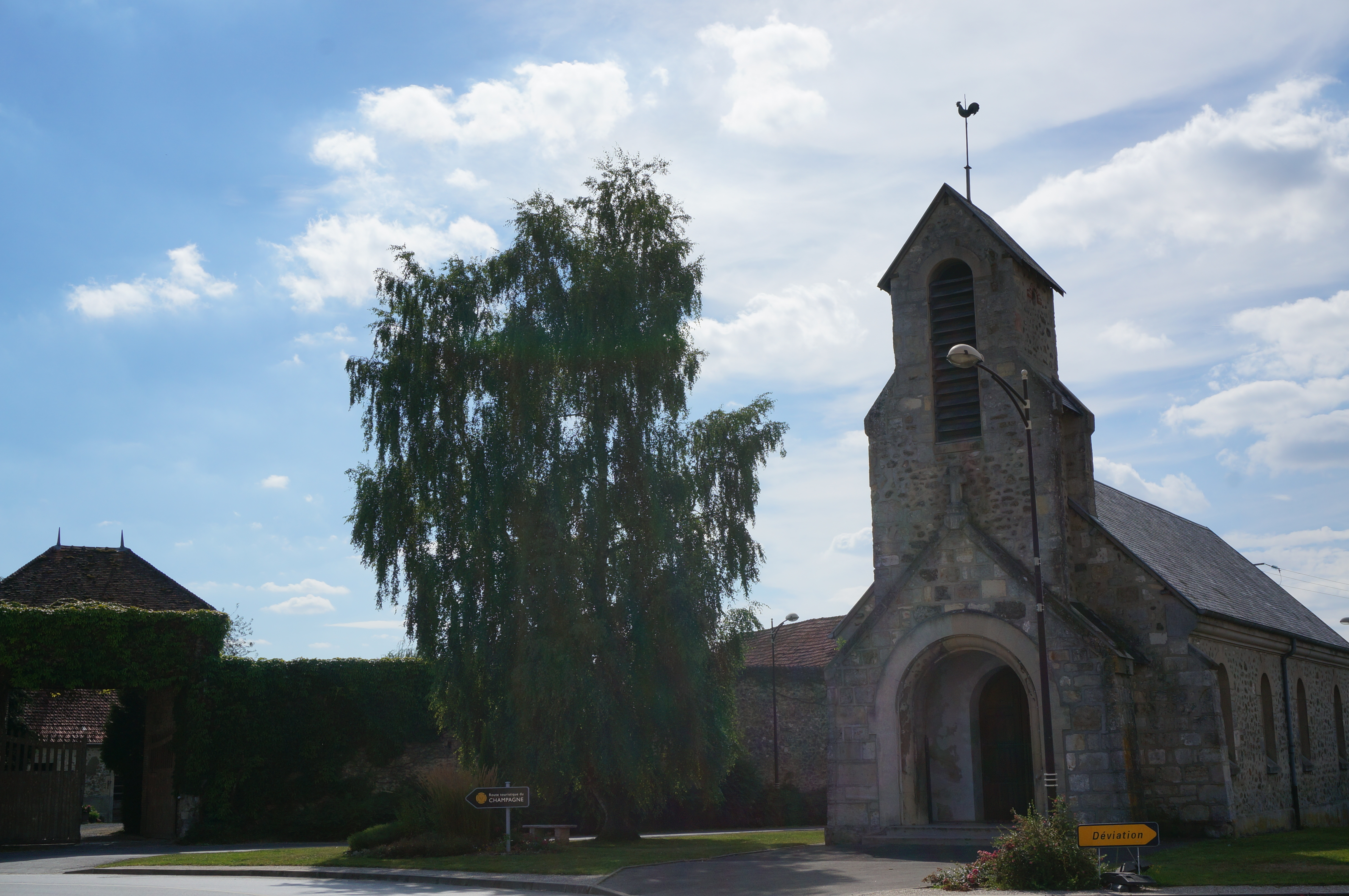
L'église Notre-Dame.
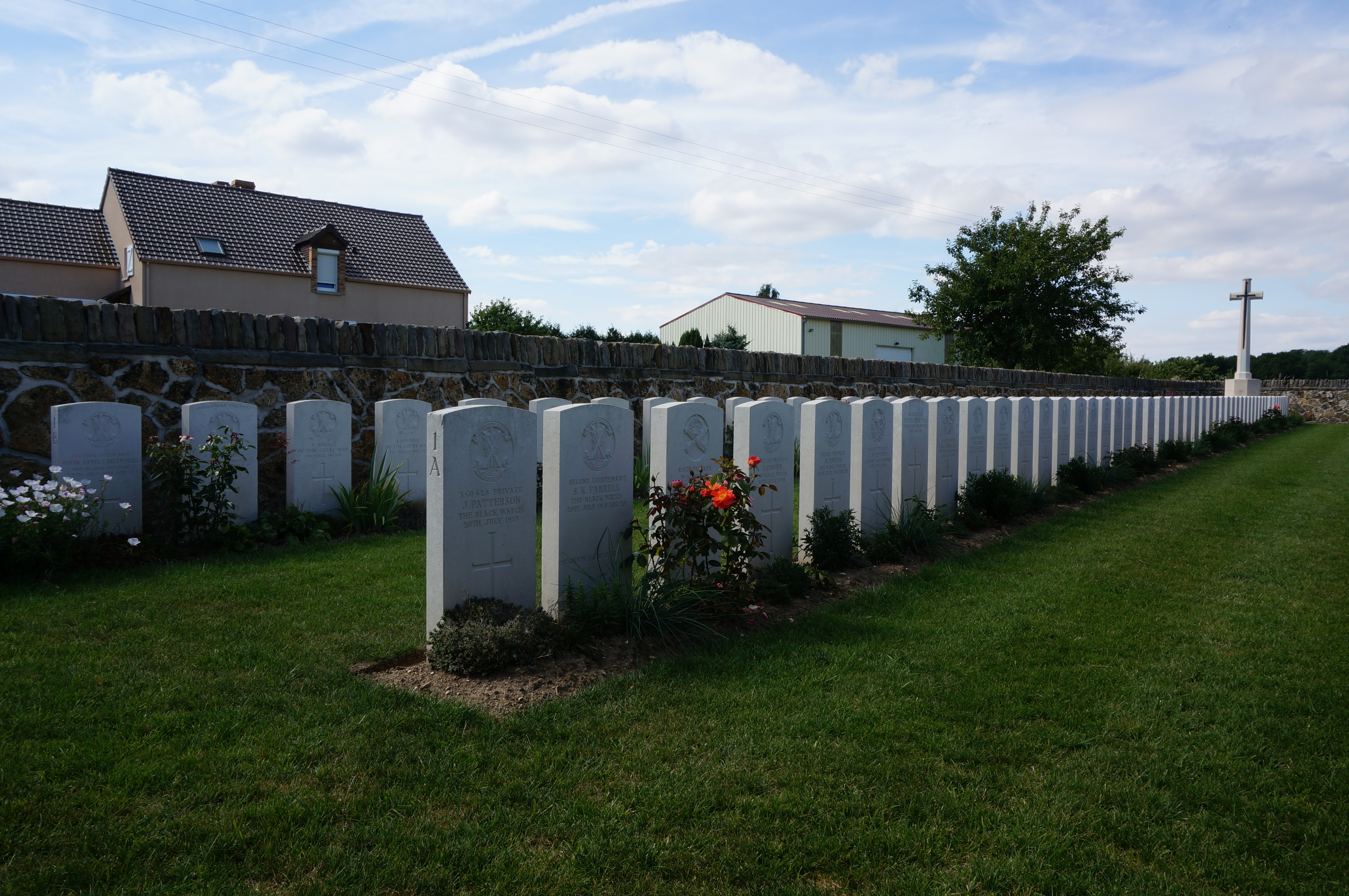
Le cimetière militaire britannique.
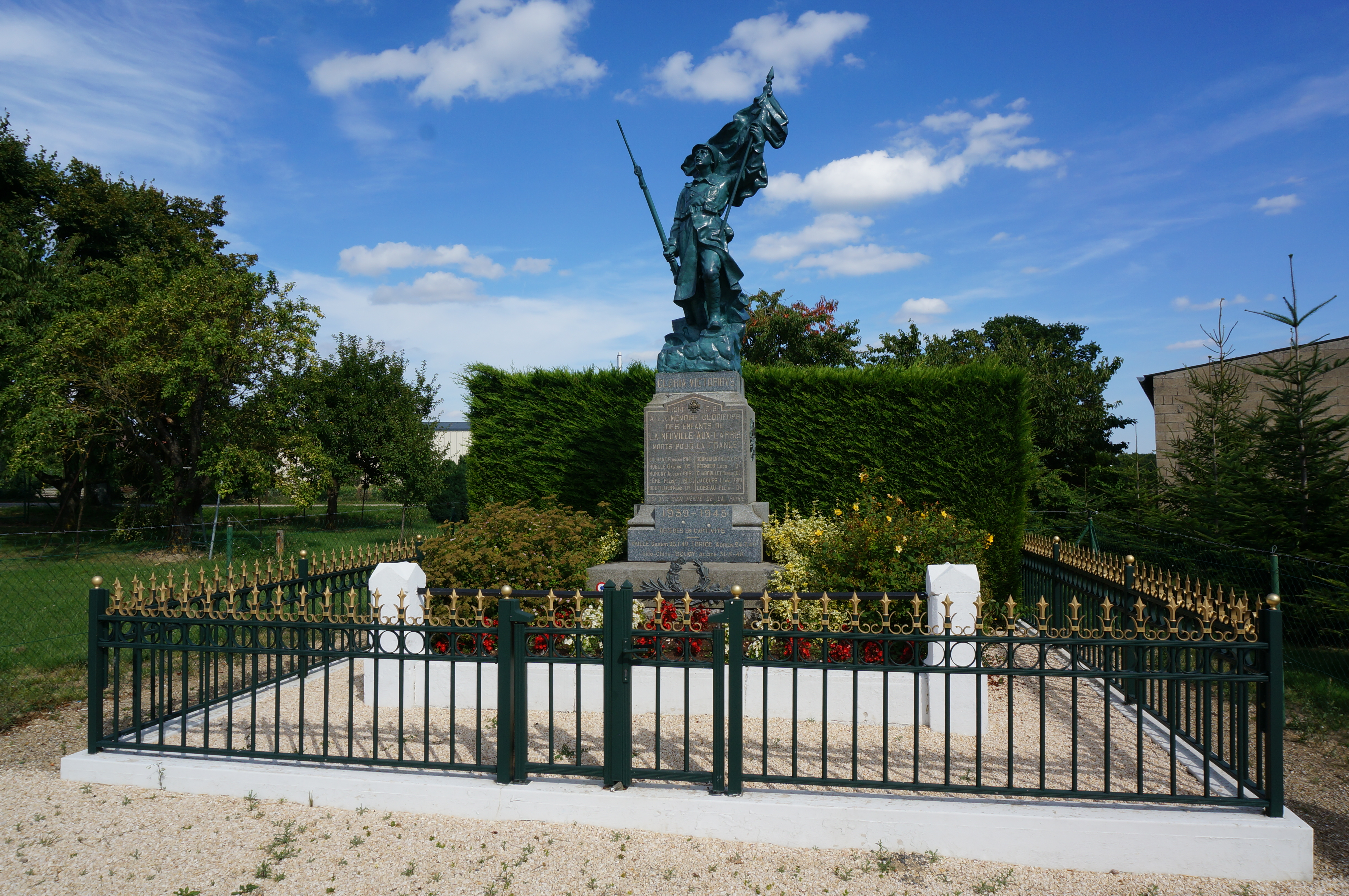
Le monument aux morts.
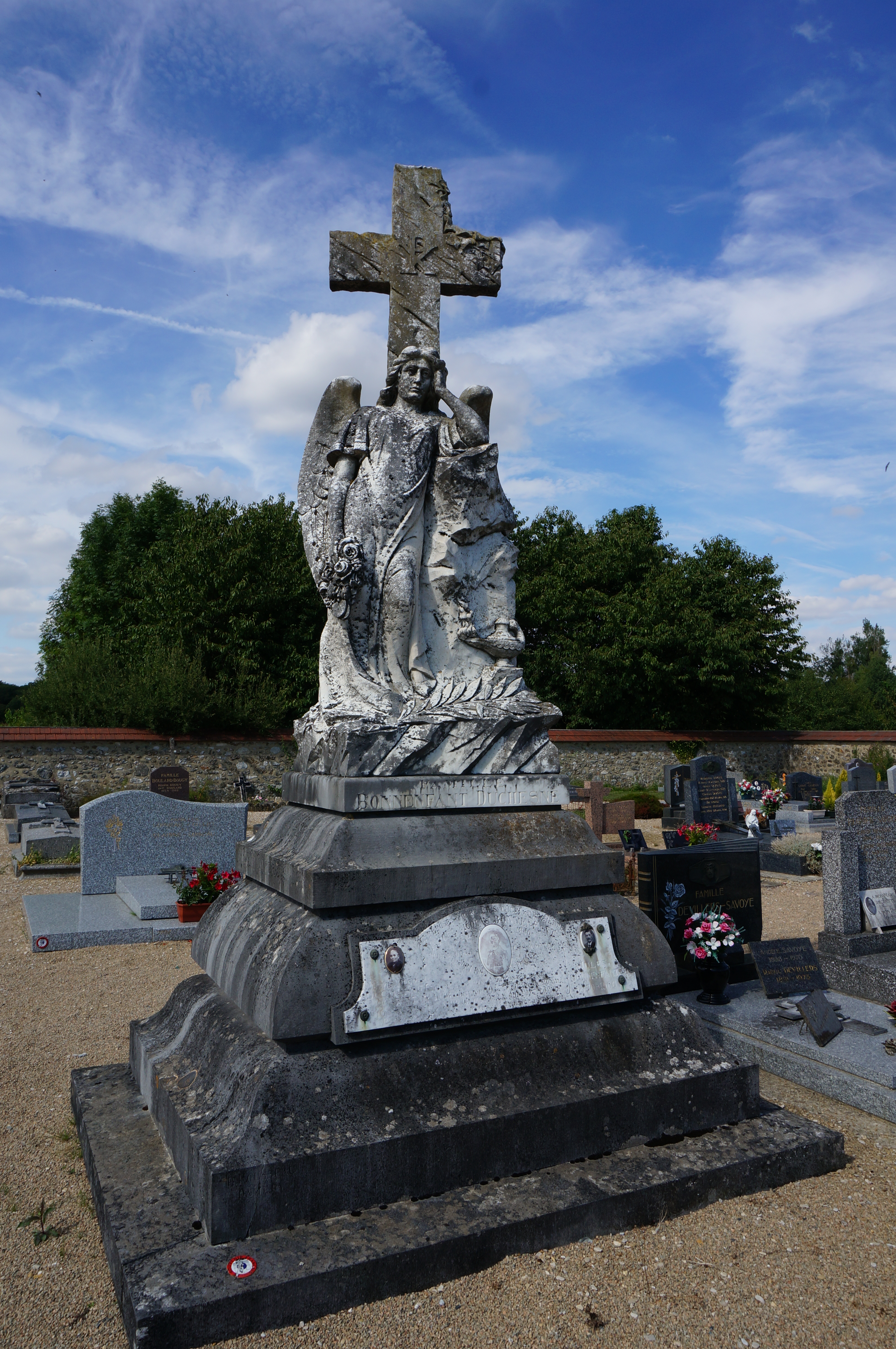
Une sépulture gérée par le Souvenir français.

### Personnalités liées à la commune
- Marc Didier (1899-1981), réalisateur et scénariste né à La Neuville-aux-Larris.